# Nyodes herbuloti
Nyodes herbuloti là một loài bướm đêm trong họ Noctuidae.